# طاقة مستدامة

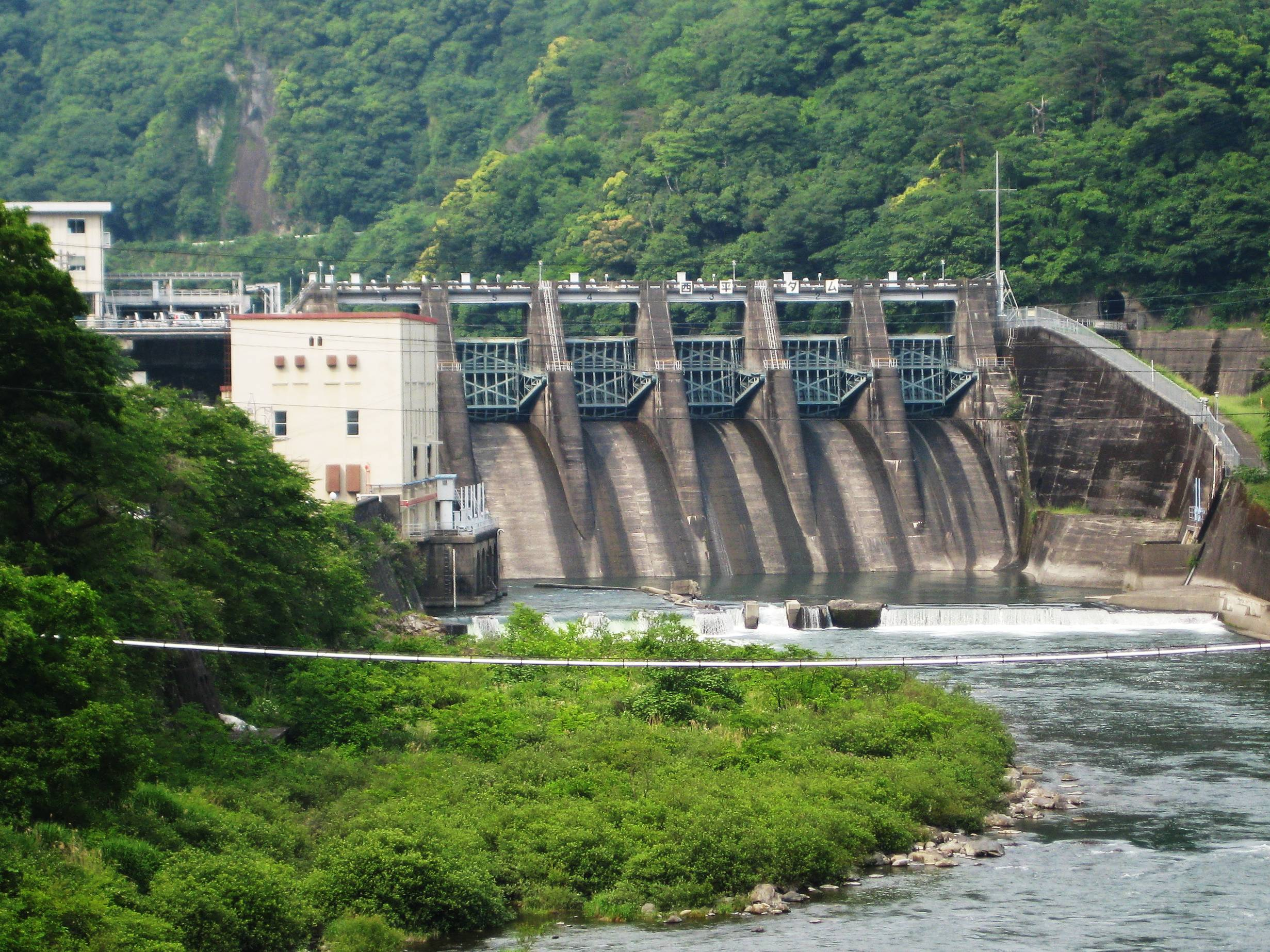
السدود الكهرمائية هي واحدة من أكثر مصادر الطاقة المستدامة انتشارا

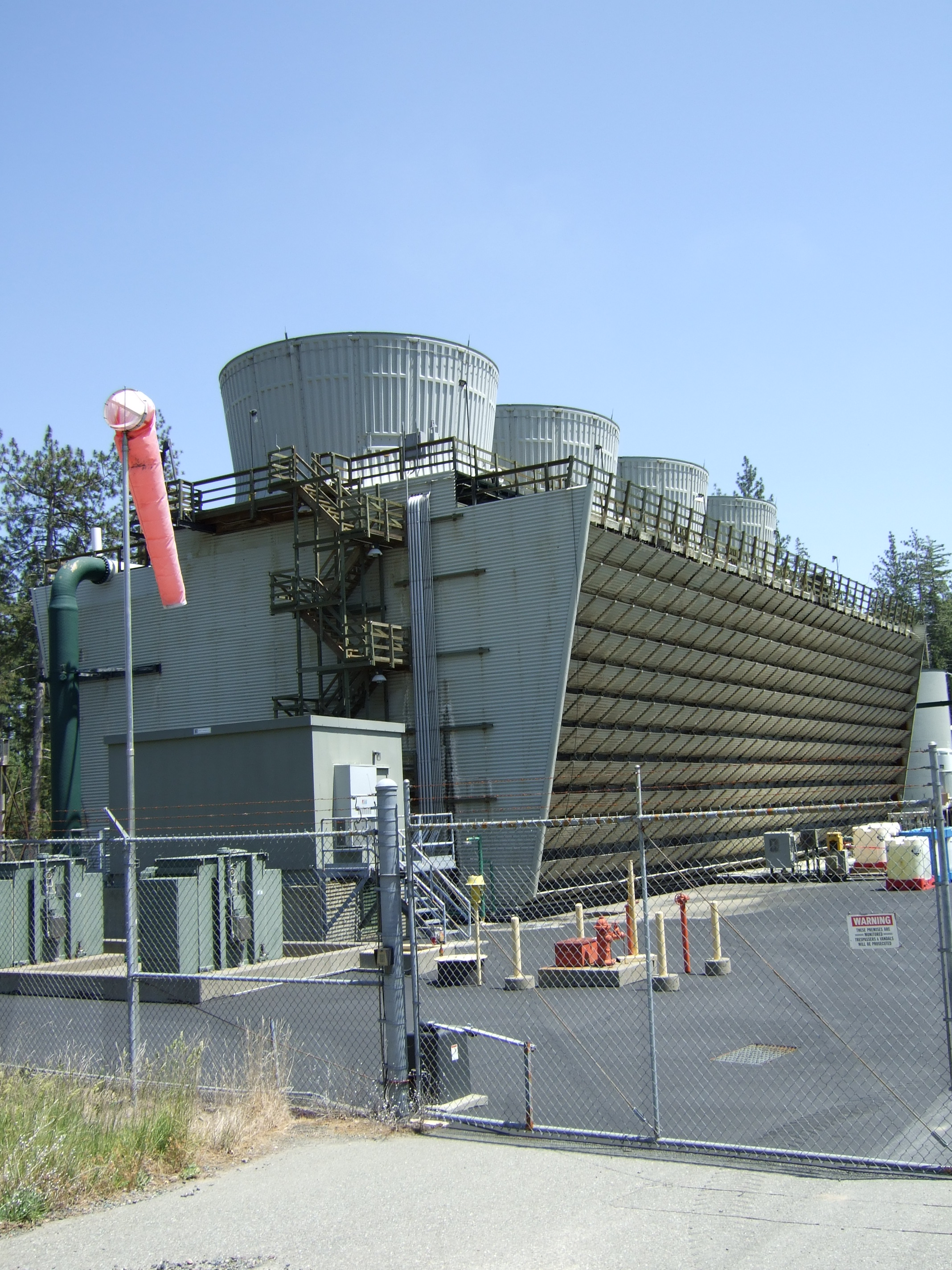
حقل للطاقة الحرارية في شمال كاليفورنيا

طاقة الرياح: القدرة المثبتة في جميع أنحاء العالم

رسم للحوض المكافئ بواسطة الطاقة الشمسية

الطاقة المستدامة هي استخدام الطاقة بطريقة «تلبي احتياجات الحاضر دون المساس بقدرة الأجيال المقبلة على تلبية احتياجاتهم الخاصة».
تعتبر تلبية احتياجات العالم من الكهرباء والتدفئة والتبريد والطاقة اللازمة للتنقل بطريقة مستدامة واحدة من أكبر التحديات التي تواجه البشرية في القرن الحادي والعشرين. يفتقر حوالي مليار شخص في جميع أنحاء العالم إلى الكهرباء ويعتمد نحو 3 مليارات شخص على أنواع الوقود الدخاني مثل الخشب أو الفحم أو روث الحيوانات من أجل الطهي. تعد هذه الأنواع بالإضافة إلى الوقود الأحفوري المساهم الرئيسي في تلوث الهواء الذي يسبب وفاة ما يقدر بنحو 7 ملايين سنويًا. ينبعث من عملية إنتاج واستهلاك الطاقة أكثر من 70% من انبعاثات الغازات الدفيئة التي يسببها الإنسان.
تصف السبل المقترحة من أجل الحد من ظاهرة الاحتباس الحراري إلى 1.5 درجة، التنفيذ السريع لسبل الانبعاثات المنخفضة لإنتاج الكهرباء والتحول نحو استخدام أكثر للكهرباء في قطاعات مثل النقل. وتشتمل السبل أيضًا على تدابير من أجل الحد من استهلاك الطاقة؛ واستخدام أنواع الوقود المحايد للكربون، مثل الكهرباء المتجددة أو احتجاز وتخزين ثاني أكسيد الكربون. يتطلب تحقيق هذه الأهداف سياسات حكومية وعالمية بما في ذلك تسعير الكربون والسياسات الخاصة بالطاقة والتخلص التدريجي من إعانات الوقود الأحفوري. يُستخدم مصطلح «الطاقة المستدامة» عند الإشارة إلى طرق إنتاج الطاقة بشكل متبادل مع مصطلح «الطاقة المتجددة». عمومًا، تعتبر مصادر الطاقة المتجددة مثل الطاقة الشمسية وطاقة الرياح والطاقة الكهرومائية مستدامة. ومع ذلك، يمكن لمشاريع الطاقة المتجددة الخاصة -مثل تطهير الغابات من أجل إنتاج الوقود الحيوي- أن تؤدي إلى أضرار بيئية مماثلة أو أسوأ من ذلك مقارنة باستخدام طاقة الوقود الأحفوري. يوجد جدل كبير بشأن ما إذا يمكن اعتبار الطاقة النووية مستدامة.
يمكن دمج كميات معتدلة من طاقة الرياح والطاقة الشمسية -وهي مصادر متقطعة للطاقة- في الشبكة الكهربائية دون وجود بنية تحتية إضافية مثل تخزين طاقة الشبكة. ولّدت هذه المصادر 7.5% من الكهرباء في جميع أنحاء العالم في عام 2018، حصة نمت بسرعة. اعتبارًا من عام 2019، كان من المتوقع أن تستمر تكاليف الرياح والطاقة الشمسية والبطاريات في الانخفاض.

## تعريفات
وصفت اللجنة العالمية للبيئة والتنمية مفهوم التنمية المستدامة في كتابها لعام 1987 «مستقبلنا المشترك». نص تعريفها لـ «الاستدامة» الذي يستخدم الآن على نطاق واسع على: «يجب أن تلبي التنمية المستدامة احتياجات الحاضر دون المساس بقدرة الأجيال المقبلة على تلبية احتياجاتها الخاصة».
في كتابها، وصفت اللجنة أربعة عناصر رئيسية من أجل الاستدامة في ما يتعلق بالطاقة: القدرة على زيادة إمدادات الطاقة من أجل تلبية الاحتياجات البشرية المتزايدة، وكفاءة الطاقة والحفاظ عليها، والصحة العامة والسلامة، و«حماية المحيط الحيوي والوقاية من المزيد من أشكال التلوث المحلية».
قُدمت تعريفات مختلفة للطاقة المستدامة منذ ذلك الحين والتي تستند أيضًا إلى الركائز الثلاث للتنمية المستدامة وهي: البيئة والاقتصاد والمجتمع.
- وتشتمل المعايير البيئية على انبعاثات الغازات الدفيئة، والتأثير على التنوع البيولوجي، وإنتاج النفايات الخطرة والانبعاثات السامة.
- تشتمل المعايير الاقتصادية على تكلفة الطاقة، سواء توفرت الطاقة للمستخدمين بموثوقية عالية أو لا، والتأثيرات على الوظائف المرتبطة بإنتاج الطاقة.
- تشتمل المعايير الاجتماعية والثقافية على منع الحروب على إمدادات الطاقة (أمن الطاقة) وتوافر الطاقة على المدى الطويل.

يُعرف مبدأ التنظيم للاستدامة على أنه تنمية مستدامة، تشتمل على هذه المجالات الأربعة المترابطة: البيئة والاقتصاد والسياسة والثقافة.